# بحيرة عين زيانه
تقع بحيرة عين زيانه أو كما تسمى ( الثغرة الزرقاء ) شمال مدينة بنغازي، و تشمل بحيرة طبيعية متصلة بالبحر بواسطة قناة مائية، وتتوفر بهذا الموقع إمكانيات سياحية طبيعية جذابة.